# Imre Nagy (schilder)

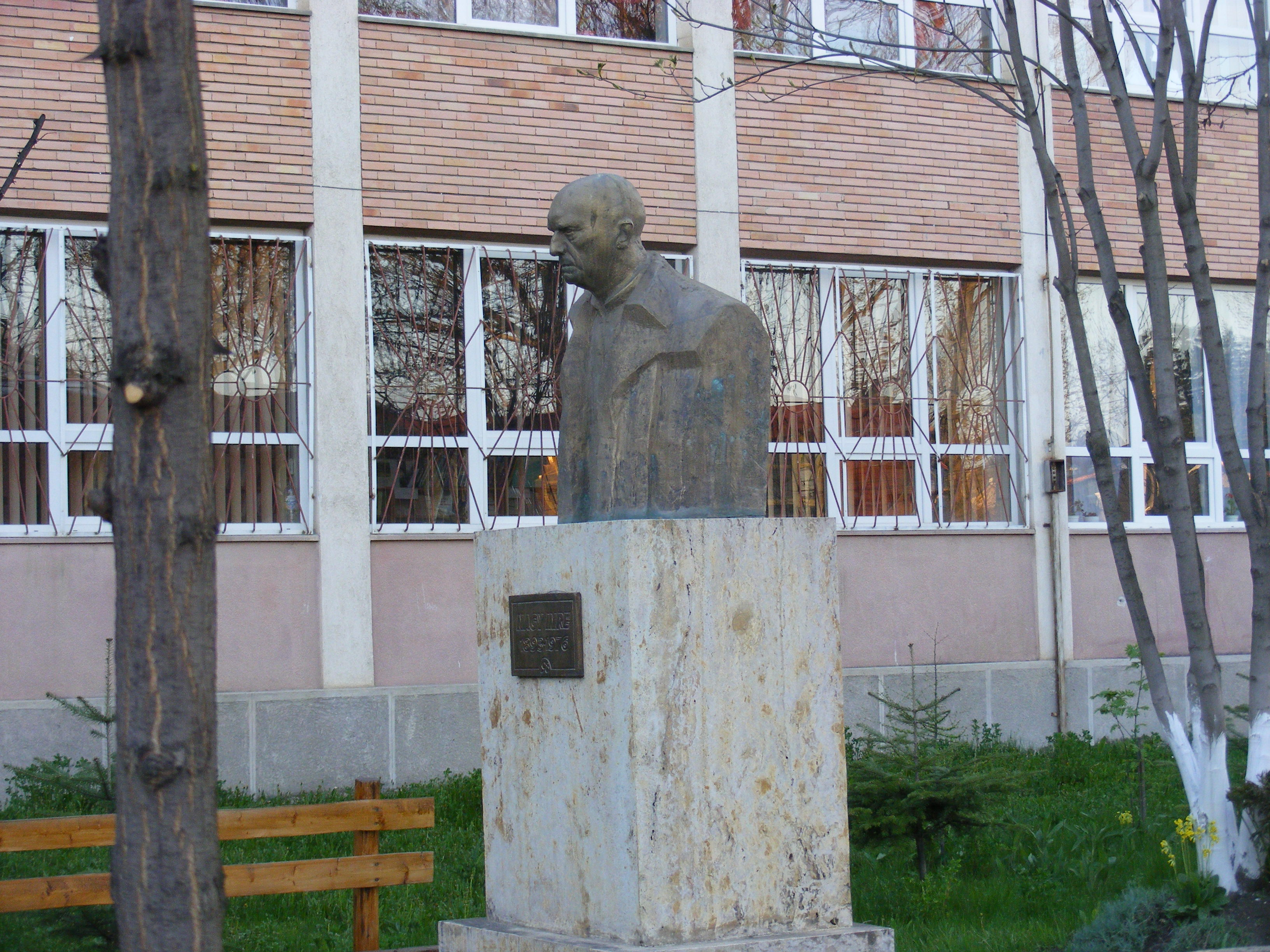
Borstbeeld van Imre Nagy in Miercurea Ciuc

Imre Nagy, ook wel aangeduid als Imre Zsögödi Nagy, Imre Nagy van Jigodin (Jigodin, voorheen: Zsögöd, 25 juli 1893 - Miercurea Ciuc, voorheen: Csíkszereda, 22 augustus 1976), was een Roemeens-Hongaarse kunstschilder, geboren in het deel van Hongarije dat later tot Roemenië ging behoren.
Na een studie aan de Kunstacademie van Boedapest keerde Nagy in 1924 terug naar zijn geboortedorp Jigodin, waar hij landschappen en de Szeklerbevolking in deze landschappen schilderde.
Nagy was 54 jaar actief als kunstenaar. Hij woonde in een eenvoudig huisje met drie kamers, dat hij in 1966 uitbreidde met een kunstatelier. Heel zijn werkzame leven begon hij daar dagelijks te werken om zes uur 's ochtends, en dit tot op hoge ouderdom. 
Nagy overleed op 82-jarige leeftijd. Zijn as is ingemetseld in de buitenmuur van zijn geboortehuis in Jigodin. In dit huis worden zijn persoonlijke voorwerpen, inclusief meubels en boeken, tentoongesteld. Ook zijn grote verzameling van strohoeden en zijn twee onvoltooide portretten zijn daar te zien. In 1973 werd ter ere van zijn tachtigste verjaardag een museum gebouwd naast zijn geboortehuis. Na de dood van Imre Nagy werd het museum in gebruik genomen als een permanente tentoonstelling van zijn werk en van zijn kunstverzameling die meer dan 6000 werken telt.
Nagy was een tijdgenoot van István Nagy, Jenő Gyárfás en Ferenc Márton. Zijn schilderij "Spre arca lui Noe" (Voor de Ark van Noach) inspireerde de dichter Sándor Kányádi om een gedicht te schrijven op de achterkant van Nagy's schilderij. 
In 1939 ontving hij de Mihály Zichy-prijs en in 1957 de Maistru al Artei-prijs (prijs voor meesterschap in de kunst).
Schilderijen bevinden zich in verschillende musea in Transsylvanië. In Jigodin is een straat en in Miercurea Ciuc is een lagere school naar hem genoemd.